# Kibibit
Kibibit – wielokrotność bita, jednostki informacji. 
Przedrostek dwójkowy kibi – (symbol Ki) bazując na przyjętych w informatyce standardach oznacza 210. Kibibit to dokładnie 1024 bitów. 
Kibibit jest dwójkowym odpowiednikiem kilobita, jednostki używającej przedrostka metrycznego kilo-, oznaczającej 103 bitów – 1000 bitów.

## Historia
W przeszłości na określenie 210 i 1024 używano prefiksu „kilo”, pomimo tego, że „kilo” oznacza tysiąc (1000 = 103) a nie 1024 – powszechnie używano przedrostków dziesiętnych w znaczeniu przedrostków binarnych. Wraz z popularyzacją komputerów, dla określenia rozmiaru pamięci komputerowej zaczęto stosować przedrostki dziesiętne. 
Dla uniknięcia nieporozumień i potencjalnej niekompatybilności sprzętu komputerowego, międzynarodowe agencje standaryzacji wypracowały osobny system nazewnictwa dwójkowych przedrostków metrycznych i w 1998 roku Międzynarodowa Komisja Elektrotechniczna (ang. International Electrotechnical Commission) zaaprobowała międzynarodowy standard nazewnictwa. 